# 聖多默宗徒堂
聖多默宗徒堂（英語：St. Thomas The Apostle Church）是一座香港天主教教堂，由天主教香港教區管理。位於新界西青衣區青綠街5號，建立於1999年7月4日。

## 堂區服務範圍

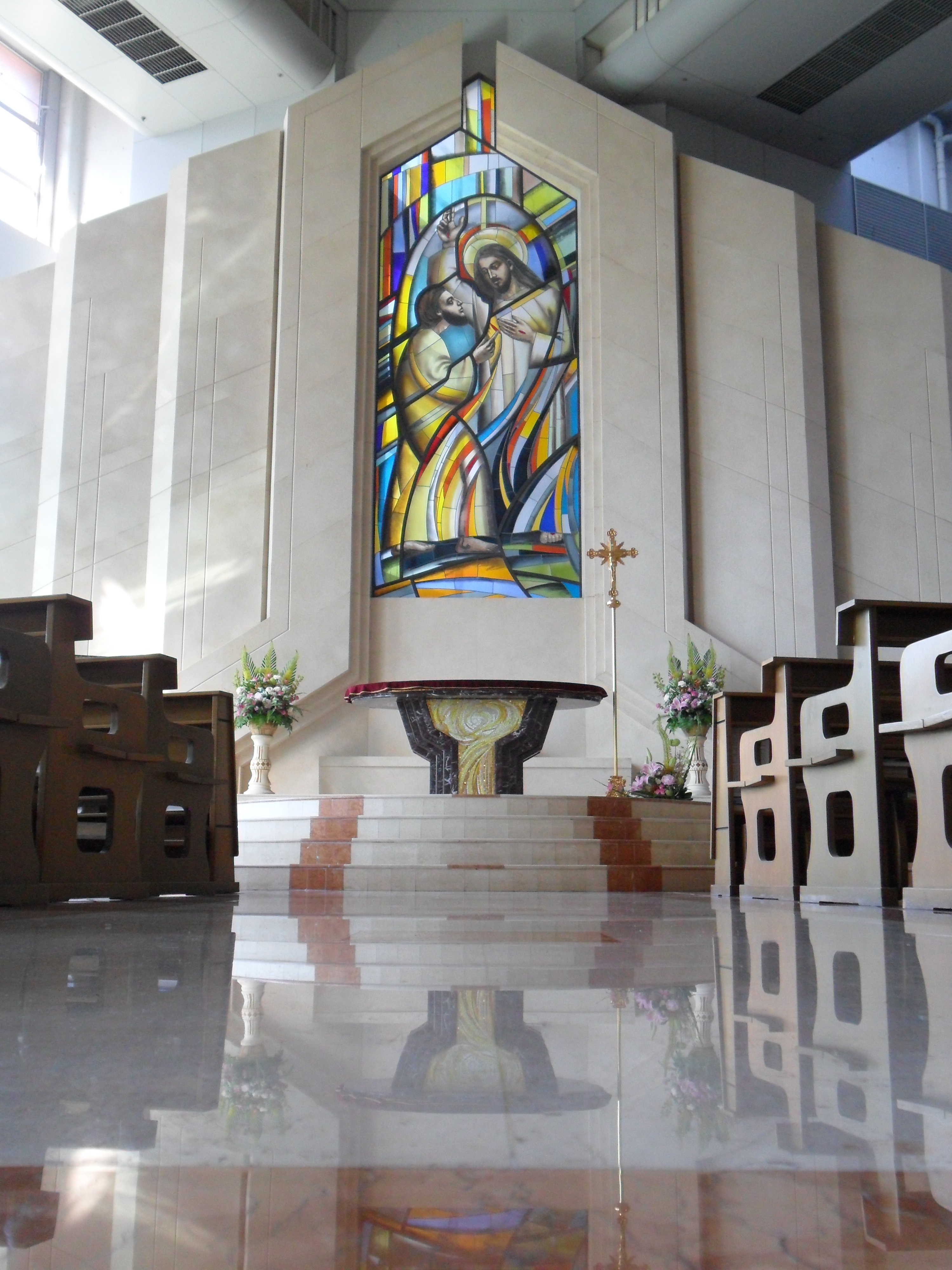
聖多默宗徒堂內貌

聖多默宗徒堂區是一個海島堂區，服務的範圍包括青衣島的青衣邨、偉景花園、海悅花園、盈翠半島、海欣花園、宏福花園、大王下村、長安邨、青泰苑、長發邨、美景花園和翠怡花園。由2009年開始，馬灣也是堂區的服務範圍。

## 堂區歷史

### 早期青衣
根據教區現存紀錄，遠在1937年，新界大帽山川龍村一女教友，嫁與青衣島陳姓村民為妻；這是有紀錄的第一位遷入的島上教友。二次大戰後，一群由香港仔遷移到青衣島避風塘之漁民教友，組成了島上的第一個基督徒團體。這時期由荃灣聖心堂(後來葛達二聖堂)負責牧民工作。

### 青衣北發展
1954年，由上海到港的拯望會修女經當時主教的邀請下，翌年到達荃灣堂區協助牧民及傳教的工作。六十年代，由於青衣島隸屬聖心堂區，所以修女們時常到島上探訪。
六十年代後期，青衣島大部份仍以打漁為生，當時耶穌小姊妹友愛會的修女到艇上為他們服務。拯救會法籍高修女與天主教福利會(今日的香港明愛)向當時的理民府多番反映漁民生活的情況，得到答允撥出土地，興建房屋。駐港英軍主動協助下，在青衣北部的山頭建起多列的石屋及一所禮堂，命名為漁民村。1971年1月19日村內第一間的兒童中心亦正式開幕。1973年在漁民村網仔塘的海星幼稚園正式註冊啟用。同時為有興趣認識天主教信仰的居民，開設要理班 (慕道班)及主日學；專為青年人組成的樂鋒會，當然，高修女的診所，也開始投入。拯望會的服務工作，直至1984年7月31日才結束，所有設施贈予香港明愛。
其實在漁民村建成不久，即1973年期，天主教福利會在漁民村山下籌建了保祿村，並在1975年11月21日完成。這個地方由宗座外方傳教女修會負責。保祿村大部份的村民都是教友。每逢星期六，荃灣堂區派出神父乘船到島上，探望教友，並主持感恩聖祭。1975年宗座外方傳教女修會潘麗蓮修女負責牧民傳教工作，並開設診所為居民服務。

### 青衣南發展

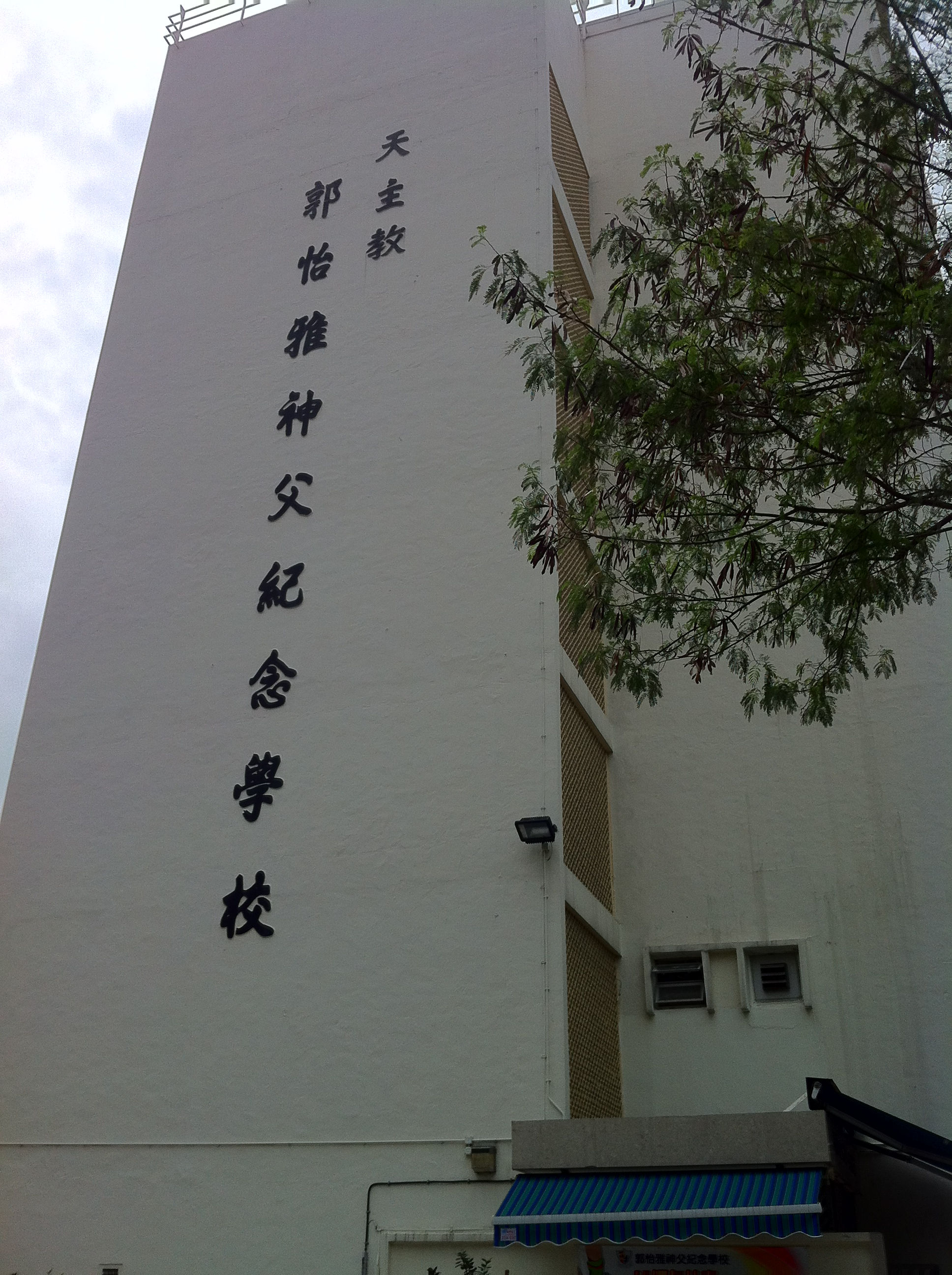
郭怡雅神父紀念學校

七十年代中期，政府決定把青衣島發展為一個大型的住宅區，建造多個公共屋村，首先是南部的發展，大量人口的遷進。1977年1月，顯主會女修會屬校郭怡雅神父紀念學校啟用，教區於1977年4月決定在青衣島設立彌撒中心，隸屬於荃灣葛達二聖堂，借用郭怡雅神父紀念學校的課室作為彌撒中心，舉行感恩祭，由史達生神父主持。
及後，由商人出錢籌建的青衣南橋通車，交通方便，青衣彌撒中心亦由葵芳聖斯德望堂的神父輪流主持主日感恩祭。1978年10月，教區任命比利時籍聖母聖心會史達生神父處理事務，並租了涌美村一單位作辦公室及住宿之用。1981年10月，史神父因心臟病發，蒙主寵召。荃灣堂區改派劉玉亭及侯夢賢神父輪流到青衣服務。
1982年7月，青衣脫離荃灣堂區，預備成立準堂區，教區亦正式委派宗座外方傳教會霍理思神父於8月1日擔任牧民工作；同年，將青衣堂區命名為聖多默宗徒準堂。星期六晚的主日提前彌撒則會在涌美舉行；後來，顯主會女修會在1987年把學校交與教區管理，霍神父隨即為該校校董。堂區的辨公室亦隨即遷到學校；教區更購買了美景花園作為神父宿舍。
1988年，青衣人口倍增，教友亦顯著上升，當時新界區主教代表曾慶霖神父與霍神父曾經討論過要否在青衣興建聖堂；後來，因曾神父患病辭世，建堂一事被逼暫時擱置。1991年9月霍神父任期屆滿，教區暫派宗座外方傳教會龔偉南神父前往主持主日彌撒；同時，以聖斯德望堂宗座外方傳教會杜逸文神父兼任青衣署理主任司鐸，並在1992年3月委派宗座外方傳教女修會楊美玲修女作專職牧民及傳教工作；當年適逢建堂十周年紀念，教區主教胡振中樞機蒞臨主祭，施放堅振，彌撒後與杜神父、楊修女及教友們巡視青衣島，研究興建新聖堂的合適地方。
92年10月，由於杜神父要回意大利修會服務，改由上葵涌聖若望宗徒小堂宗座外方傳教會林伯楝神父兼任青衣署理主任司鐸。這時期，政府發展青衣的政策主要是市中心及北部，人口再次轉移；而南部的郭怡雅神父紀念學校，地點較偏僻，與市中心及北部的屋村較為隔涉，交通又不便利，教友多數往島外聖堂參與感恩祭；於是與副主教陳志明神父商討，教區能否購地興建聖堂；可惜，事情暫時未能落實。

### 青衣市中心發展

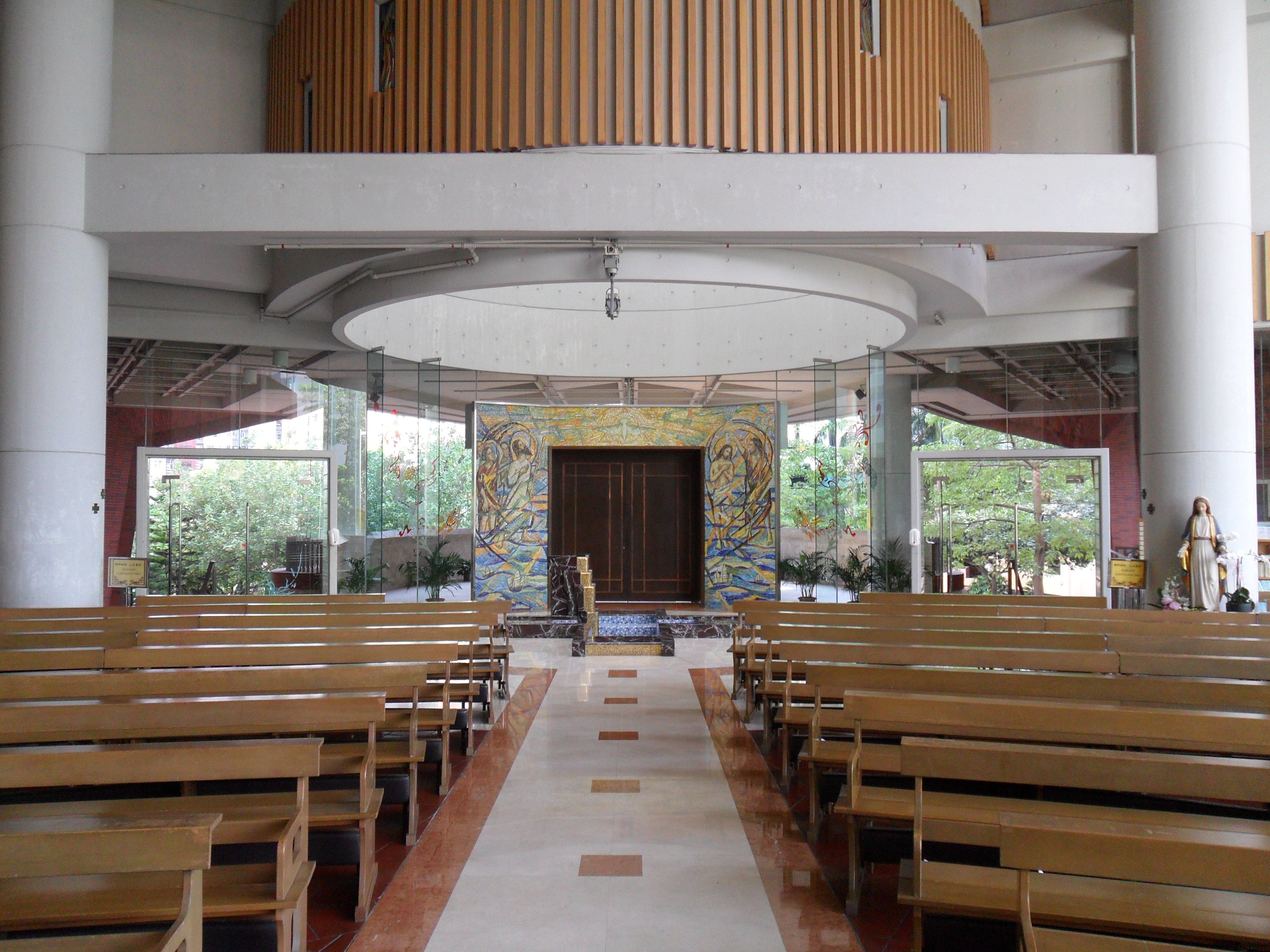
聖堂內貌

在新聖堂問題商議階段中，堂區決定改借市中心明愛聖若瑟職業先修學校禮堂，作感恩祭之用。堂區租用偉景花園商舖作辦公室，在1993年1月投入服務。
1993年1月，教區在青衣成立牧職團。確實要興建一座聖堂；於是再次要求教區向政府申請興建聖堂，得到教區及當時的香港政府全力支持。1993年10月教區決定在青衣興建聖堂，11月政府初步應允。教區便向政府申請買地，積極在市中心尋覓新聖堂位置。往後政府曾建議不同的土地，但牧職團都認為不適合；最後，終於選用了青綠街五號的新堂現址。11月14日，青衣成立正式堂區，同月，牧職團再加入宗座外方傳教會司徒偉神父協助。幾個月後，新的牧職團成立，教區亦購置青怡花園作神父宿舍。
1996年11月24日新聖堂現址舉行動土禮。1997年7月司徒偉神父調任薄扶林露德聖母堂服務；8月1日歐陽神父改任為堂區主任司鐸。1999年7月4日，新堂落成祝聖。在新聖堂內設立幼稚園，為區內的教友及居民服務。
2013年11月18日、聖堂開始進行為期一年的全面維修。主日彌撒又11月23日，開始改在明愛聖若瑟職業先修學校舉行。而平日彌橵及其他禮儀則維持或改在聖體小堂和三樓禮堂舉行。經過約四個月的聖堂內部維修，主日彌橵於翌年4月5日正式遷回聖堂舉行。及由於參與彌橵人的增加，在同年4月20日增設十二時半彌橵。

## 建築風格
聖多默宗徒堂是一幢六層高、具現代化風格的建築物。整幢大樓呈垂直向上分佈的形態，主要設施包括：可容納五百多人參與禮儀的主聖堂、聖體小堂、多功能禮堂、幼稚園、會議室、神父宿舍和停車場等。這種垂直重疊佈置與傳統的歐洲教堂極不相同。
外牆由磚和光面混凝土砌成，給人一種真誠和平易近人的感覺；面磚逐塊仔細地做成圓角和洞孔，以配合建築風格。聖堂的入口由正門的聖母像至大堂入門、主通道、祭台、玻璃壁畫及天窗組成的序列，構成一條具有宗教色彩的中軸線。此外，入口正面呈中國「門」字字形的設計，令到從入口的階梯至主聖堂之間的空間，呈現一種漸進發展的氛圍，這與中國風格的序列建築設計觀念相同。
主聖堂位於大樓的第二層，玻璃外牆的設計既增加空間的連貫感覺，又可以盡量採納自然光線作照明，這種設計方式符合更開放和與人接觸的現代宗教概念。樓頂的鐘樓和十字架，結合整幢大樓塔形的建築特點，成為教堂鮮明的標記。

## 堂區主保

聖多默宗徒

多默是十二位宗徙之一，在若望福音中三次被稱為「狄狄摩」(若11:16;20:24:21:2)，即雙胞胎的意思：但雙生子的另一位是誰，至今未有定論。多默給人最深的印象就是他對耶穌復活的懷疑，其他的事蹟卻鮮被提及。事實上，他的名字只在新約聖經中出現過十一次，而只有在若望福音中記載了多默的言語和行動，其他的經卷則只把他的名字列在宗徙名單上。

### 聖髑

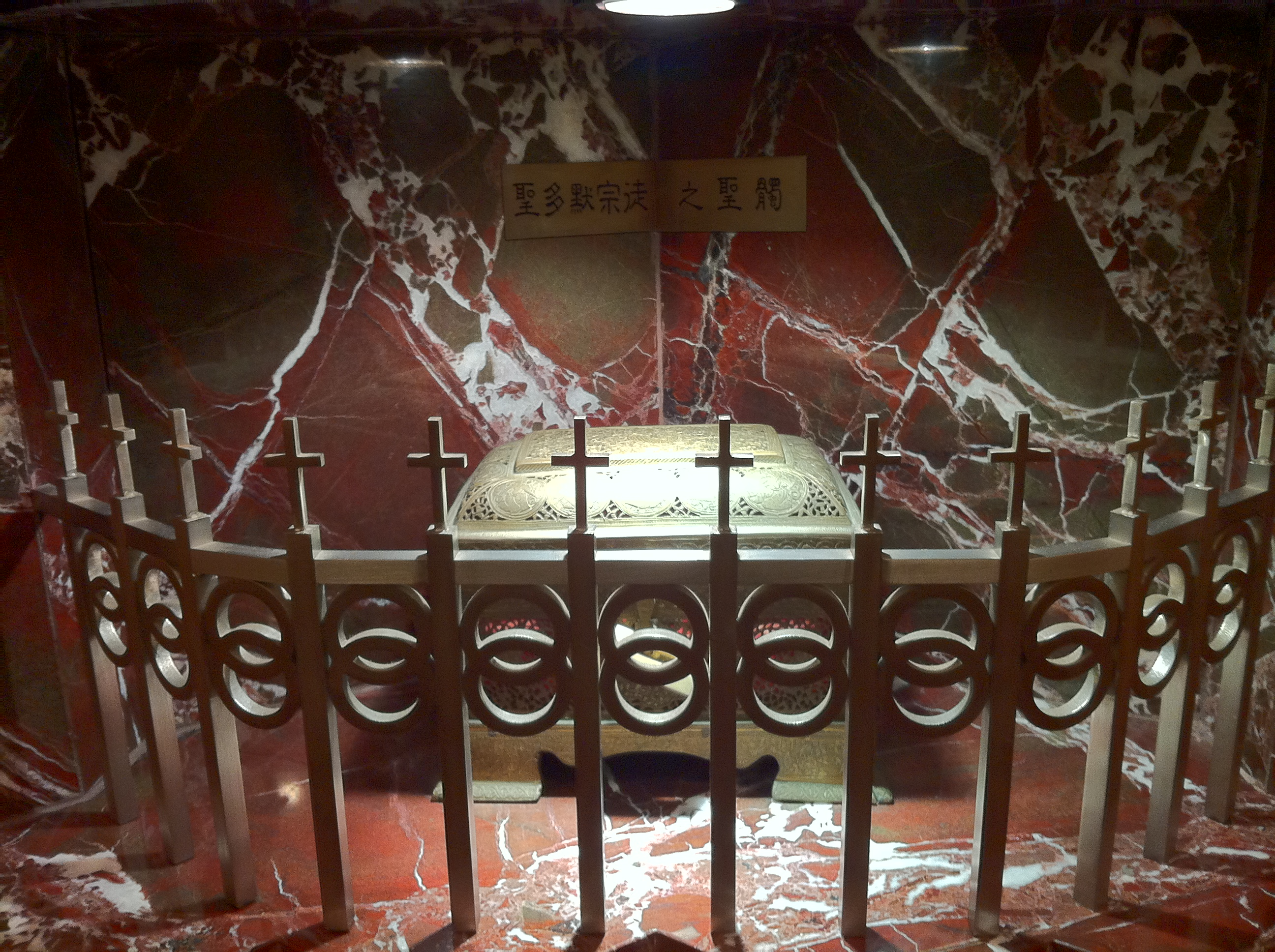
聖多默聖髑

1995年，聖堂成功向政府申請撥地建堂，主任司鐸歐陽輝神父寫信給 Ortona 的主教Enzio DAntonio， 要求一些主保聖多默的聖髑以供信眾尊祟。1997年2月15日，主教回覆有一小節聖髑是1958年遺留下來的可贈予，其他聖多默的聖髑已在1984年漆封在棺中，奉教宗若望保祿二世的口喻不能再送給任何人。 歐陽神父於是在1997年4月21日親自往 Ortona 探望主教，並接得多默聖髑歸來，且由 Enzio D’Antonio 主教寫信証明聖髑的真確性。

## 相冊

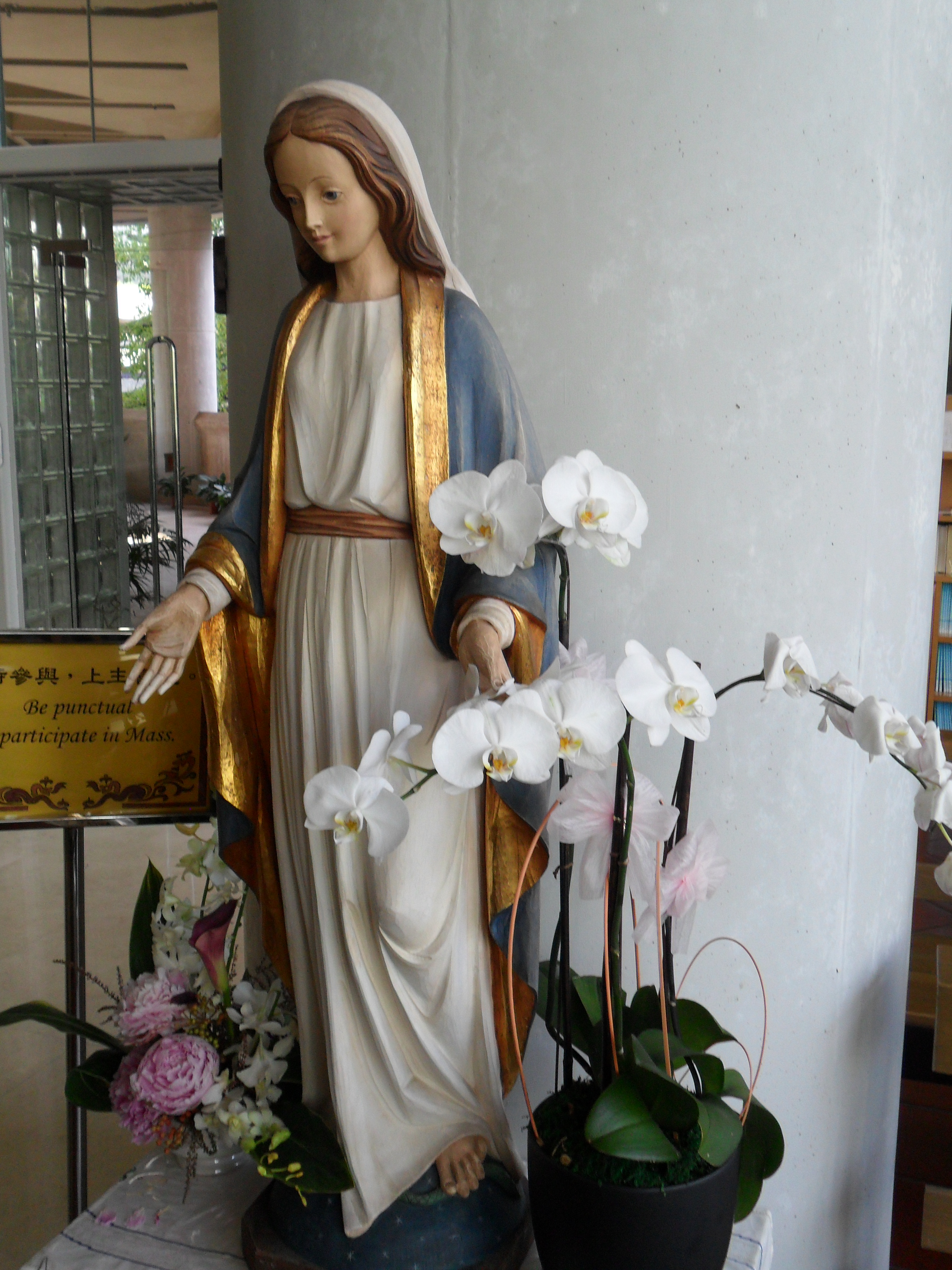
聖母像
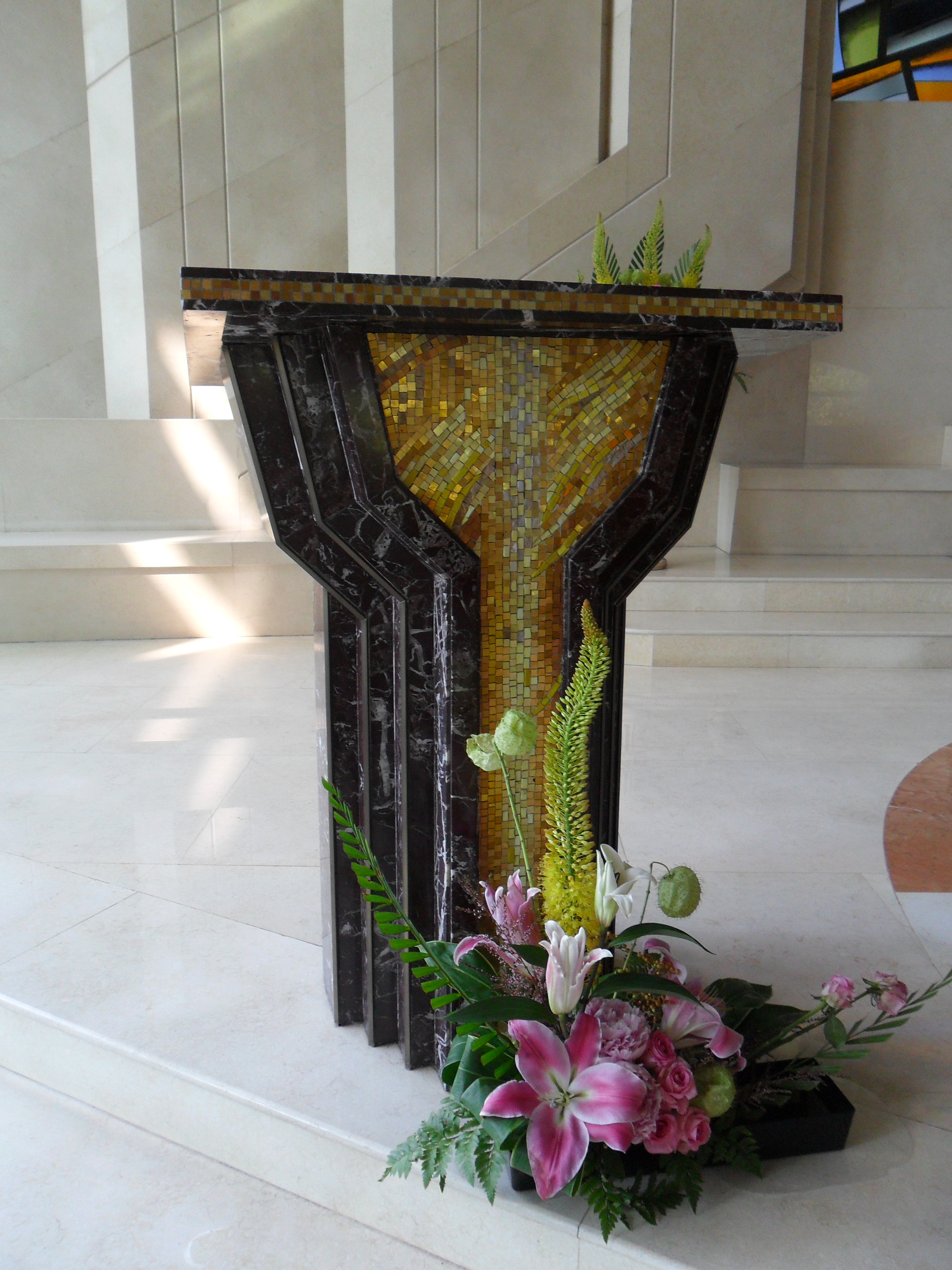
讀經台
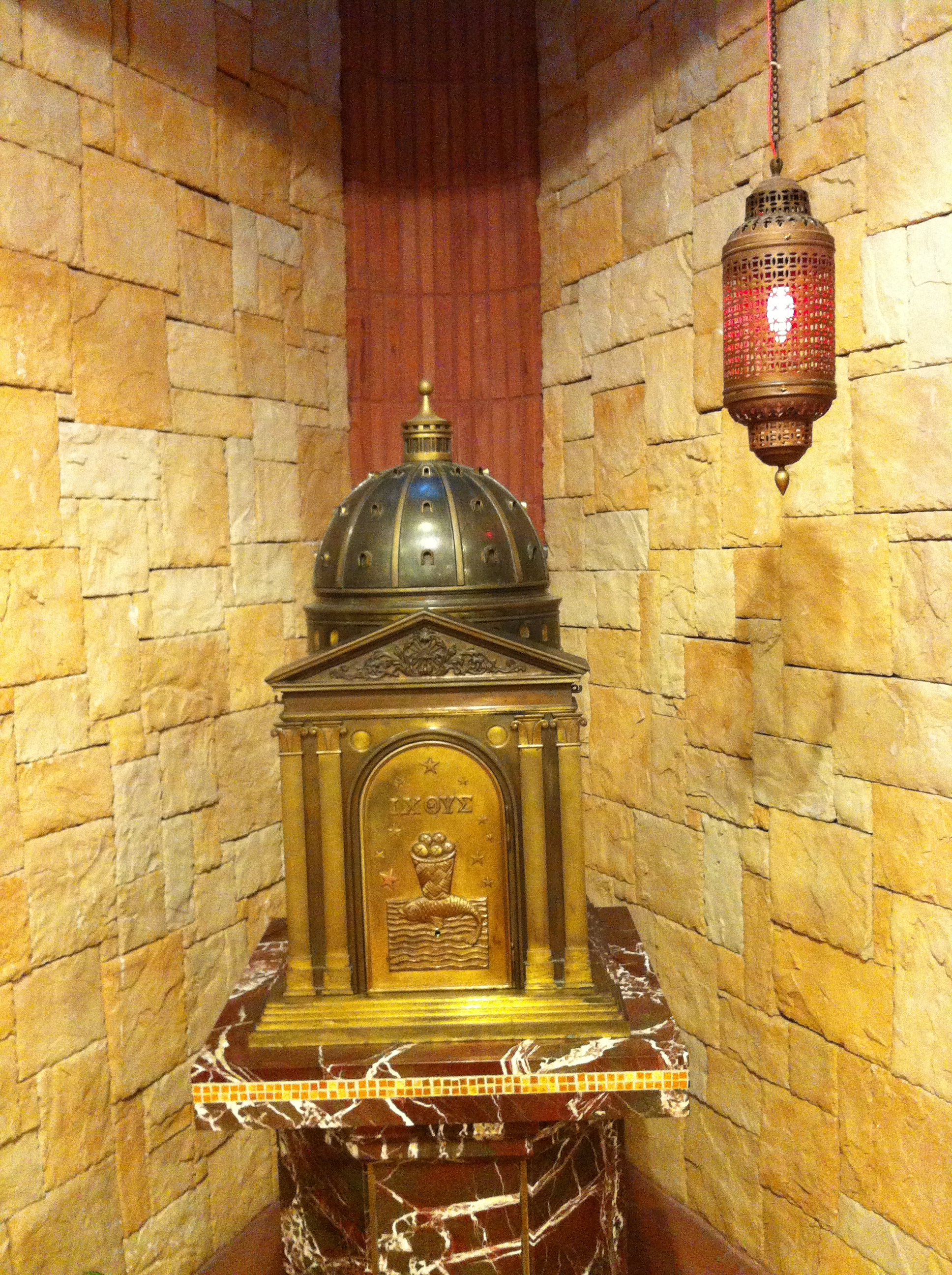
放在聖體小堂的聖體
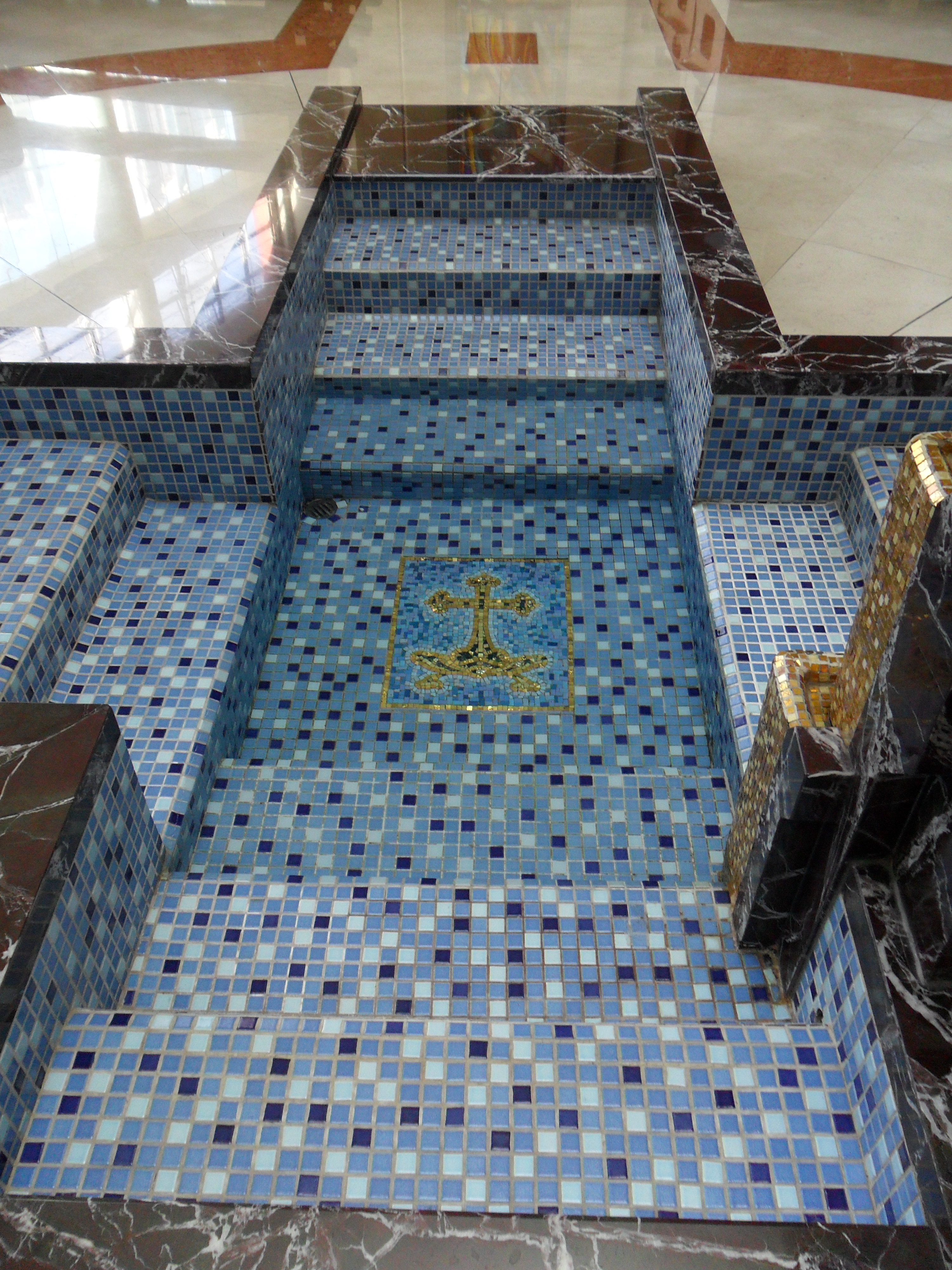
聖水池底有堂區的標誌
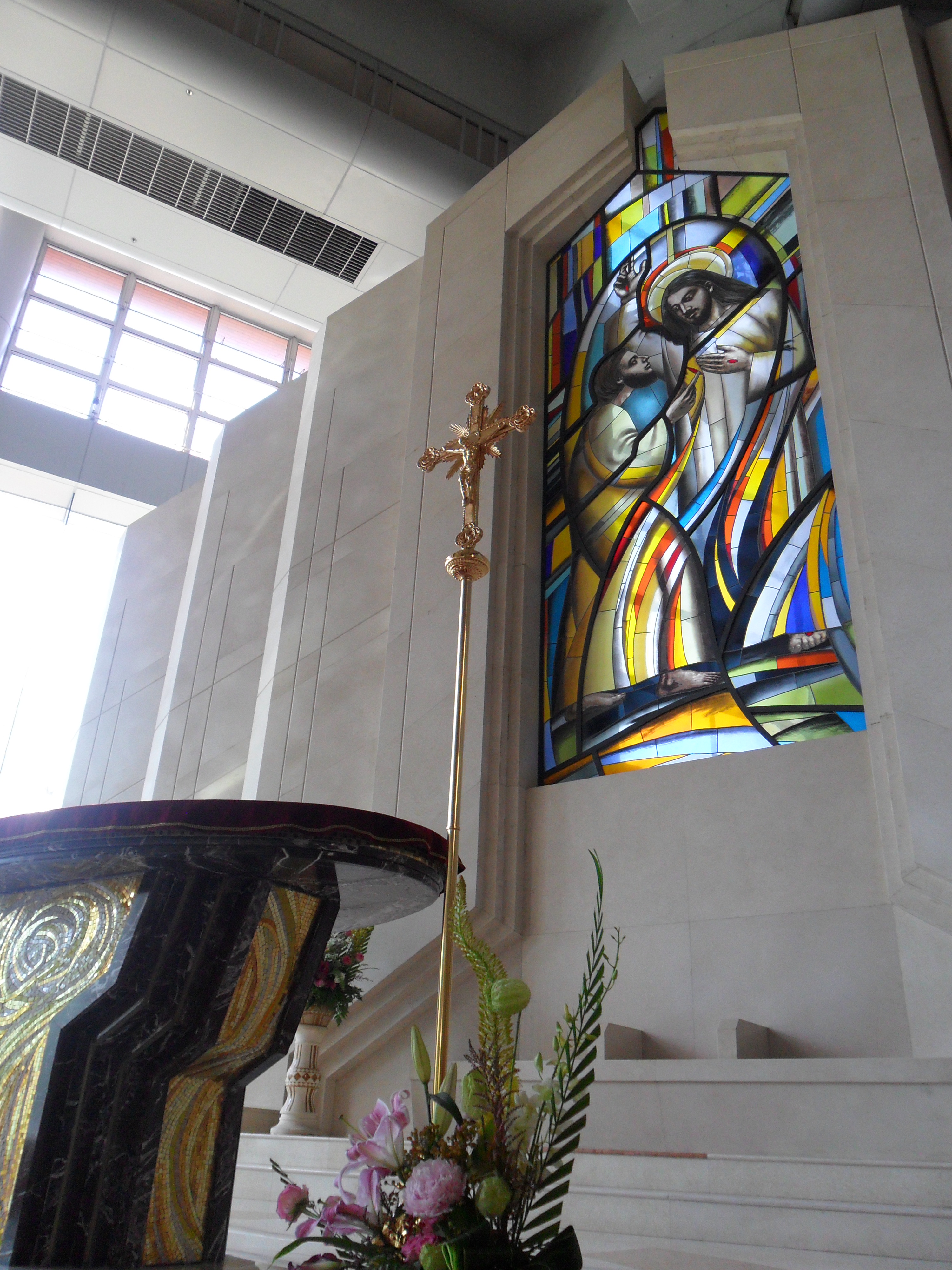
祭台、十字架、玻璃壁畫

## 彌撒及禮儀時間

### 彌撒
- 主日彌撒:09:30(英語)
- 08:00、11:00、12:30(粤語)
- 星期六提前主日彌撒：19:00(粤語)
- 平日彌撒:07:15(粤語)
- 耶穌聖心彌撒：每月首星期五：20:30(粵語)

### 明供聖體
- 每月首星期四20:30

## 現任聖職人員
- 主任司鐸：林祖明神父
- 助理司鐸：周阡行神父、石伯德神父
- 終身執事：伍偉恒執事
- 牧職修女：施樂怡修女

## 外部連結
- 聖多默宗徒堂網站 （页面存档备份，存于）